# Open Fiber
Open Fiber S.p.A. (precedentemente Enel Open Fiber S.p.A.) è un'azienda italiana che opera all'ingrosso nel mercato italiano di infrastrutture di rete in FTTH.

## Storia
Enel Open Fiber è stata costituita nel dicembre del 2015 come società interamente controllata da Enel.
Nel giugno 2016, Enel ha avviato  trattative con CDP Equity e F2i, mirando a una futura integrazione tra Open Fiber e Metroweb. Il primo passo è stato la sottoscrizione dell'aumento di capitale di Open Fiber, che ha portato alla creazione di una joint venture paritetica tra Enel e CDP Equity. Successivamente, il 20 dicembre 2016, Open Fiber ha acquisito l'intero capitale di Metroweb, seguita dalla fusione la fusione per incorporazione di Metroweb in Open Fiber, approvata dal consiglio di amministrazione il 13 gennaio 2017 e completata nel primo trimestre del 2017.
Il 4 agosto 2021, in seguito ai comunicati stampa del 17 dicembre 2020 e del 30 aprile 2021, Enel ha firmato la cessione dell’intera partecipazione da essa detenuta in Open Fiber, pari al 50% del capitale sociale, di cui il 40% al Gruppo Macquarie per un corrispettivo di 2.120 milioni di euro, ed il 10% a CDP Equity per un corrispettivo di 530 milioni di euro.
Dall’ingresso di Open Fiber sul mercato, l’Italia ha invertito la tendenza che la vedeva in fondo alle classifiche europee sul digitale a causa di mancati investimenti in reti interamente in fibra ottica, impegnandosi nello sviluppo di infrastrutture di rete a banda ultralarga in diverse aree del territorio italiano, classificate come bianche, grigie e nere. Questa classificazione, introdotta dalla Commissione Europea nel 2013, distingue le zone in base al livello di copertura e agli investimenti previsti per le reti a banda ultralarga.
- Aree Bianche: zone prive di infrastrutture a banda larga e ultralarga, dove gli operatori privati non hanno ritenuto conveniente investire. In queste aree, è previsto un intervento pubblico per garantire la copertura. Tra il 2017 e il 2019[13], Open Fiber si è aggiudicata tutti e tre i bandi per realizzare infrastrutture a banda ultralarga nelle aree bianche del Paese, denominate “a fallimento di mercato”. La rete viene data in concessione per 20 anni e rimane di proprietà pubblica.[14][15]
- Aree Grigie: zone con la presenza di un solo operatore di rete e scarse prospettive di investimenti da parte di altri operatori nei tre anni successivi alla mappatura. In queste aree, la copertura di connettività a banda larga tramite fibra ottica è parziale o limitata. Open Fiber si è aggiudicata 8 lotti (mentre TIM ha ottenuto i restanti 7 lotti) del bando "Italia a 1 Giga"[16], che mira a promuovere investimenti in reti a banda ultralarga con intervento pubblico, garantendo connessioni in linea con gli obiettivi europei della Gigabit Society e del Digital Compass. Il piano, parte del PNRR, prevede uno stanziamento di circa 3,7 miliardi di euro. Open Fiber si è aggiudicata 8 lotti in gara, che equivalgono a circa 3,9 milioni di civici che saranno raggiunti dalla nostra rete FTTH.[17]
- Aree Nere: zone densamente popolate con almeno due fornitori di servizi per reti a banda ultralarga.[12]

Nel 2020 Infratel, in presenza dei ritardi del piano, non applicò le penali contrattualmente previste dalla concessione. Open Fiber allora rivede il piano, stabilendo di coprire alcune migliaia di comuni non più con l'FTTH ma con la più economica e meno performante tecnologia FWA. Ciononostante, non riuscì a recuperare il ritardo accumulato. Nel maggio 2022 la concedente Infratel avviò le procedure per comminare una multa da 40 milioni di euro (a fronte di una sanzione massima possibile pari a 140 mln), a causa dei tre anni di ritardo nell'esecuzione e consegna dei lavori. La multa poteva aumentare di un milione di euro per ogni ulteriore mese di ritardo. Open Fiber presentò ricorso e intanto creò la società consortile Open Fiber Network Solutions, che si assunse la responsabilità di selezionare i rari profili professionali necessari ai cantieri di scavo e messa in posa.
A luglio del 2023, Infratel rifiutò di corrispondere a Open Fiber un anticipo del 20% sul valore delle convenzioni, rigettando quindi la richiesta di CDP in tal senso.
Open Fiber strinse inoltre una collaborazione con Eolo per realizzare i ponti radio dell'infrastruttura wireless.
Dal punto di vista finanziario, a febbraio 2022 Open Fiber ha sottoscritto con un pool di banche internazionali e nazionali un contratto di finanziamento per un importo di 7,2 miliardi di euro, l’operazione più grande mai realizzata in EMEA per finanziarie un’infrastruttura di telecomunicazioni in fibra ottica. Al 31 dicembre 2022, questo finanziamento era utilizzato per un totale di circa 4 miliardi di euro.Il 2022 si è concluso con ricavi pari a circa 470 milioni di euro, in aumento del +24% rispetto ai circa 380 milioni di fine 2021. 
Nel 2023, invece, Open Fiber ha registrato una crescita significativa. I ricavi sono aumentati del 24%, passando da circa 470 milioni di euro nel 2022 a 582 milioni di euro. L'EBITDA ha registrato una crescita del 31%, aumentando da circa 179 milioni di euro nel 2022 a oltre 234 milioni di euro, con una marginalità aumentata del 40% rispetto al 38% dell'anno precedente. Tuttavia, a causa dell'incremento degli oneri finanziari, il risultato netto è stato negativo, con una perdita di 296 milioni di euro rispetto ai 162 milioni di euro del 2022.
Per tale motivo, nel 2023. Open Fiber chiese agli azionisti ulteriori 400 milioni di euro di liquidità necessaria ad equilibrare i conti e al Ministero del Tesoro 300 milioni di compensazioni per extracosti dovuti al Covid e all'inflazione legata alla Guerra russo-ucraina.
Nell'aprile 2023, a valle del comitato interministeriale per la banda larga presieduto dal sottosegretario all'innovazione Alessio Butti,  emerse che i dati Infratel sono calcolati campionando il 25 per cento dei cantieri e che fanno confusione fra due unità di misura radicalmente diverse quali sono i numeri civici e il numero di unità immobiliari coperte. A maggio 2023 risultavano coperte 2.6 milioni di abitazioni contro le 6.4 previste. La consuntivazione distingue fra "unità coperte" e "unità aperte alla vendibilità" di altri operatori, con fruizione FTTH in modalità attiva oppure passiva (che richiede ulteriori investimenti da parte di quest'ultimi).
Il 22 luglio 2023 Cassa Depositi e Prestiti, azionista di maggioranza di Open Fiber, chiese al Governo Meloni di intervenire a supporto dell'azienda con 600 milioni di euro che corrisponderebbero a costi effettivi non previsti.
L'on. Maurizio Gasparri domandò in un'interrogazione parlamentare il blocco dei finanziamenti, il commissariamento dell'impresa e l'istituzione di una commissione parlamentare d'inchiesta.
Nel settembre 2023 Cassa Depositi e Prestiti fa decadere Mario Rossetti dalla carica di amministratore delegato. Maurizio Gasparri avanza la proposta di far confluire i 1.400 dipendenti di Open Fiber e le sue strutture nella NetCo di TIM.
La carica di Amministratore Delegato e Direttore Generale è stata affidata a Giuseppe Gola. Mentre da Maggio 2025 il Presidente è Enrico Tommaso Cucchiani.
Nel marzo 2024, Open Fiber ha ricevuto l'Operator Award 2024 dal FTTH Council Europe per il suo contributo allo sviluppo delle infrastrutture in fibra ottica in Europa.
Nel dicembre 2024, Open Fiber ha avviato un'operazione di ricapitalizzazione, con un aumento di capitale di 1,5 miliardi di euro. I principali azionisti, Cassa Depositi e Prestiti (CDP) e Macquarie, hanno contribuito rispettivamente con 630 milioni e 420 milioni di euro. Questa ricapitalizzazione è stata fondamentale per ottenere un ulteriore finanziamento di quasi 1,3 miliardi di euro da un consorzio di 32 banche, con scadenza nel 2029. Parallelamente, nell'ambito della Manovra 2025, è stato introdotto un emendamento che riduce di 150.000 unità i numeri civici da coprire nelle aree grigie, di cui 90.000 nelle zone assegnate a Open Fiber. Questa modifica è stata calcolata come differenza tra quanto previsto dai bandi e quanto concordato con l'Unione europea.

## Descrizione
Open Fiber in qualità di operatore wholesale, all’ingrosso, mette a disposizione la propria infrastruttura agli Operatori così da garantire libero accesso a tutti coloro che sono interessati.  L’adozione del modello di business wholesale only, ha favorito l’avvio di una maggiore penetrazione di servizi basati sulla connettività tecnologicamente più evoluta nelle abitazioni, nelle aziende e nei servizi pubblici.

### Piano banda ultra larga
Nel 2015 il Governo italiano, ai fini del dimensionamento del piano Banda Ultra Larga, ha suddiviso il territorio italiano in quattro tipologie di cluster. Nei cluster A&B, cosiddette aree “a successo di mercato” che corrispondono a città grandi e medie, Open Fiber sta realizzando un’infrastruttura proprietaria, in fibra ottica FTTH, con investimento privato. Nei cluster C&D, cosiddette aree “a fallimento di mercato” (zone a bassa densità di popolazione, in cui gli operatori non hanno manifestato interesse a intervenire), Open Fiber opera come concessionario pubblico, dopo essersi aggiudicata tutti e tre i bandi indetti da Infratel Italia per la realizzazione e gestione ventennale di un’infrastruttura a banda ultra larga che rimane di proprietà pubblica.
Nel 2021 il Governo Italiano ha lanciato il piano “Italia 1 Giga”,  finalizzato a coprire tutto il territorio nazionale con infrastrutture Very High Capacity Network (VHCN) come quella FTTH. Lo scopo del piano è anticipare al 2026 per l’Italia il conseguimento degli obiettivi fissati dall’Unione europea al 2030 con il piano Gigabit Society. Open Fiber ha partecipato ai bandi indetti da Infratel nell’ambito del Piano “Italia a 1 Giga” per la concessione di contributi pubblici e per la realizzazione e gestione di una rete a banda ultra larga. L’Azienda si è aggiudicata 8 lotti (numero massimo assegnabile a un singolo operatore) in 9 regioni (Puglia, Toscana, Lazio, Sicilia, Emilia-Romagna, Campania, Friuli-Venezia Giulia, Veneto e Lombardia) per la copertura di circa 3,9 milioni di civici in 3.881 comuni e un contributo concesso di circa 1,8 miliardi di euro. I primi cantieri sono stati avviati nel settembre 2022.
Complessivamente, a oggi, Open Fiber ha realizzato oltre 120.000 km di infrastruttura di cui 46.000 km nelle Aree Nere (le città e le aree più densamente popolate) e 84.935 km nelle Aree Bianche (zone interne meno popolate del Paese). Nelle Aree Nere si trova in media una Unità Immobiliare ogni 5,5 metri di rete, mentre nelle Aree Bianche la media corrisponde ad una U.I. ogni 13,8 metri di infrastruttura. Per rilegare in fibra le aree interne, dunque, si deve costruire oltre il doppio della Rete rispetto alle Città, peraltro in aree morfologicamente più complesse. Relativamente alle Aree Bianche oggetto della concessione, al 31 gennaio 2025 Open Fiber ha posato 84.935 km di rete ultraveloce, ovvero il 94% del totale. Inoltre, ha realizzato 3.510 stazioni radio base per il servizio FWA (Fixed wireless access). La costruzione dell’infrastruttura ha favorito in modo significativo la riduzione del digital divide in Italia, contribuendo al significativo aumento della disponibilità di reti ultraveloci, passate dal 22% del 2017 al 54% del 2022. Per la sua realizzazione, Open Fiber ha investito in media oltre un miliardo di euro l’anno, per un totale di circa 8 miliardi di euro negli ultimi 6 anni.

### Tecnologia

PTE Open Fiber

Open Fiber utilizza la tecnologia GPON (Gigabit Passive Optical Network) che permette la realizzazione della rete ottica senza alcun componente attivo, cioè senza apparati elettronici che richiedono di essere alimentati con energia elettrica.
Questo aspetto rende la rete FTTH particolarmente sostenibile dal punto di vista energetico, poiché richiede un minore consumo energetico con un risparmio che può arrivare fino all’85%. Inoltre, grazie ad un minore sfruttamento di risorse esauribili assicurano un’elevata resistenza all’usura e hanno bisogno di poca manutenzione.
Le reti FTTH hanno un impatto ambientale positivo durante tutto il loro ciclo di vita, dalla produzione dei materiali all’implementazione e al funzionamento. Rispetto alle reti in rame, richiedono meno risorse naturali, hanno una durata maggiore e necessitano di meno manutenzione, contribuendo così a una riduzione complessiva dei rifiuti tecnologici. Le reti FTTH sono alla base delle cosiddette “transizioni gemelle”, digitale ed ecologica, poiché assicurano le massime prestazioni di connettività con un minore impatto ambientale rispetto alle tecnologie tradizionali.
La rete ottica passiva di Open Fiber è di tipo “punto-multipunto” e “punto-punto”, ed è organizzata in una struttura ad albero. All’interno di questa struttura, le risorse ottiche di concentrazione – i cosiddetti alberi PON – sono condivise dai vari operatori, mentre il collegamento finale con l’utente è realizzato con una singola fibra dedicata. La presenza di un armadio di permutazione, che coincide con il nodo PFS, permette di collegare ogni cliente con l’operatore che ha scelto.
Il nodo di collegamento alla rete nazionale e i 40 metri dell'ultimo miglio sono finanziati da Open Fiber e sono proprietà privata di questa società. Pertanto, la rete pubblica è priva dei due nodi terminali che la costituiscono.
Per velocizzare i lavori, dall'ottobre 2023 è operativo il software RealCity, che consente una mappatura 3D del territorio e della fibra, dialogando col Geographic Information System degli elementi di rete (infrastrutture, cavi, fibre, apparati). Il programma evita di effettuare misure fisiche tradizionali sul campo, sia in fase progettuale, che di monitoraggio della qualità del lavoro svolto.

### Importazione dei materialicore
Sebbene l'Italia sia un esportatore di fibra ottica di alta qualità tecnologica (in particolare verso l'Australia), al 2024, per la cablatura nazionale si è affermata la fibra di importazione asiatica (cinese, indiana e sudcoreana), che presenta un costo pari a un terzo, ma anche un qualità inferiore. Ciò è finanziato coi fondi del PNRR ed è causato da una specifica tecnica che non ha fissato elevati standard qualitativi, diversamente da quanto ha fatto la Francia per gli appalti pubblici

## Azionariato
Alla sua fondazione, Enel Open Fiber S.p.A. era interamente partecipata da Enel S.p.A.
Nel 2017 CDP Equity S.p.A. (società appartenente a Cassa Depositi e Prestiti S.p.A.) ne ha acquisito una quota del 50% da Enel S.p.A., con il conseguente cambio di nome di Enel Open Fiber S.p.A. in Open Fiber S.p.A.
Nel 2022 Enel S.p.A. cede la sua quota del 50%, che viene acquisita per il 40% da Macquarie Asset Management Pty Limited e per il 10% da CDP Equity S.p.A., che raggiunge il 60% di partecipazione nella società.